# Gare de Luché-Thouarsais
La gare de Luché-Thouarsais est une gare ferroviaire française disparue de la ligne des Sables-d'Olonne à Tours, située sur le territoire de la commune de Luché-Thouarsais, dans le département des Deux-Sèvres, en région Nouvelle-Aquitaine. 

## Situation ferroviaire
La gare de Luché-Thouarsais est située au point kilométrique (PK) 137,1 de la ligne des Sables-d'Olonne à Tours, entre les gares ouvertes de Bressuire et de Thouars. Elle est séparée de Bressuire par la gare fermée de Noirterre et de Thouars par la gare à vocation de marchandises de Luché puis par celle fermée de Coulonges-Thouarsais.

## Histoire
La gare se trouve à proximité immédiate du PN n° 138, au croisement avec la route départementale n°170. Elle a le statut d'arrêt en 1921 selon le profil de ligne de l'époque. La gare est toujours mentionnée sur un profil de ligne de 1957. Les quais ont aujourd'hui disparu.